# Serra dels Nerets
La Serra dels Nerets és una serra bàsicament del terme de Tremp (antic terme de Vilamitjana, però al límit amb els termes d'Isona i Conca Dellà (antic terme d'Orcau) i Talarn, de manera que els vessants nord-est i nord es troben, respectivament en aquests dos altres termes.
La carena principal de la serra és dins del terme de Vilamitjana, actualment de Tremp. La continuació de la serra dins d'Orcau (Isona i Conca Dellà) és l'enllaç amb el Roc de Neret, mentre que cap al nord, entra en terme de Talarn, per anar cap a la zona on hi ha la central que duu el nom de la serra i la presa de l'embassament de Sant Antoni.
En el seu extrem sud-occidental, ja a prop de la Noguera Pallaresa hi ha les instal·lacions de la Inspecció Tècnica de Vehicles de Tremp.
Amb el nom de Montes de Calcina aquesta serra és documentada des del 973.